# Szojuz T–15
Szojuz T–15 (oroszul: Союз Т-15) kétszemélyes szállító űrhajó vitte kettős szolgálatra az űrállomás legénységét, a hosszú távú űrprogram teljesítésére.

## Küldetés
Az űrhajó egy régebbi, megbízható típus volt, belső rendszerét két fő szállítására tették alkalmassá, nem rendelkezett automatikus megközelítő rendszerrel. 200 méteres megközelítést követően lézerkeresős megvilágítás mellett kézi vezérléssel, első személyzetként 1986. március 15-én a hátsó kikötőben dokkolt a Mir űrállomással. A Szojuz T űrhajó típus a továbbiakban befejezte szolgálatát, az újabb, a korszerűbb Szojuz TM típus kezdték alkalmazni személyszállításra. Az első kikötő az automatikusan érkező űreszközöket, a Progressz teherűrhajókat, illetve a Szojuz TM egységeket fogadta. Közel 51 napos tartózkodás alatt fogadtak két Progressz űrhajót.
Az alapprogramot teljesítve a legénység összecsomagolt, a Mir űrállomást tartalékba állították. A Mir 13 kilométert süllyedt, hogy a Szojuz T–15 üzemanyag-takarékos módon az alacsonyabb pályán, 2500 kilométerrel előtte haladó Szaljut–7 űrállomással dokkolhasson. 29 órás technikai manőver után 1986. május 15-én kézi vezérléssel kapcsolódtak össze. Az előző legénység egyik tagja, Vlagyimir Vlagyimirovics Vaszjutyin beteg lett, és a tervezett program félbemaradt. A Szojuz T–15 legénysége összegyűjtötte a kísérleti eredményeket, a kísérleti készülékeket, a kész anyagokat, illetve befejezték a félbemaradt, de a program eredményességét szolgáló kísérleteket. Kipróbálták az űrállomás külső falán elhelyezett, mozgást (szerelést) biztosító tartósín használhatóságát. Az űrséta 3 órát és 50 percet vett igénybe. A második űrséta alkalmával – 5 órát tartott –, hegesztést végeztek, illetve tudományos anyagokat helyeztek el az űrhajó falán úgy, hogy a sín és szerkezetének segítségével visszavehették. 350 kilogramm tudományos anyagot, 20 tudományos eszközt, mintegy 400 kilogramm tömegben helyeztek el a leszállóegységben. Az automatikusan csatlakozó, üzemanyagot szállító Koszmosz–1686 magasabb pályára állította a Szaljut–7 űrállomást, hogy optimális magasságból kezdhesse meg a visszatérést, és a légkörbe érve elégjen.
A Szojuz T–15 legénysége a Szaljut–7 lezárását követően újabb 29 órás technikai manőver után 1986. június 26-án visszatért a Mir űrállomásra. Leonyid  Kizim lett az első űrhajós, aki  az űrben egy teljes évet eltöltött. A műszerek átrakodását követően további megfigyeléseket hajtottak végre.

## Jellemzői
1986. március 13-án Gagarin űrrepülőtérről indították útjára. Az orbitális egység pályája 91,5 perces, elliptikus pálya-perigeuma 331 kilométer, apogeuma 366 kilométer volt. Hasznos tömege 6850 kilogramm. Aktív szolgálati ideje 125 nap és 56 másodperc volt. 1986. július 16-án Arkalik városától 55 kilométerre ért Földet.

## Személyzet
- Leonyid Gyenyiszovics Kizim küldetésparancsnok
- Vlagyimir Alekszejevics Szolovjov fedélzeti mérnök

Tartalék személyzet
- Alekszandr Sztyepanovics Viktorenko küldetésparancsnok
- Alekszandr Pavlovics Alekszandrov fedélzeti mérnök

Biztonsági tartalék személyzet
- Vlagyimir Alekszejevics Szolovjov küldetésparancsnok
- Alekszandr Alekszandrovics Szerebrov fedélzeti mérnök